# Virolahti
Virolahti (Zweeds: Vederlax) is een gemeente in de Finse provincie Zuid-Finland en in de Finse regio Kymenlaakso. De gemeente heeft een landoppervlakte van 371,99 km² en telt 2.985 inwoners (2022).

## Geboren in Virolahti

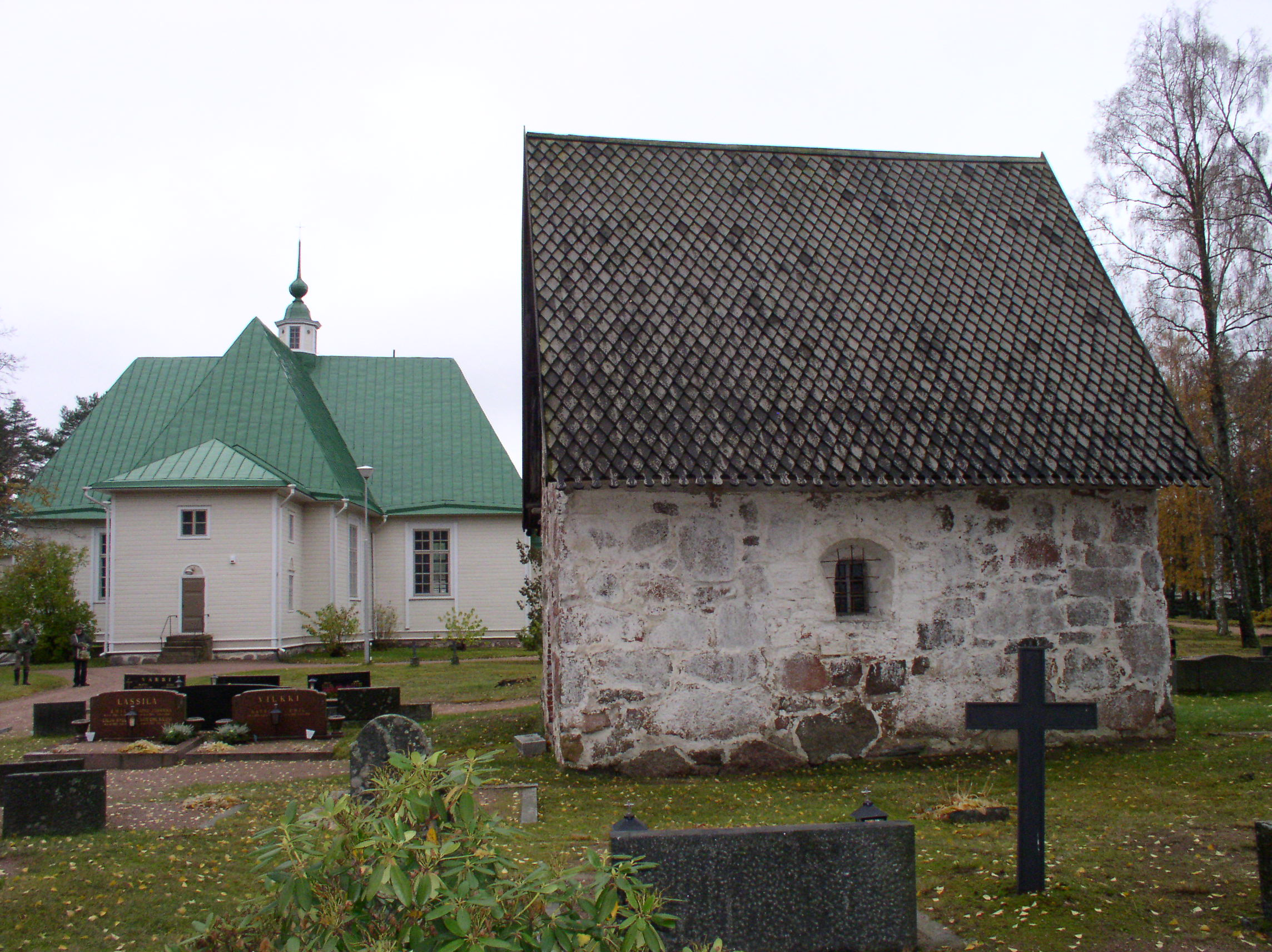
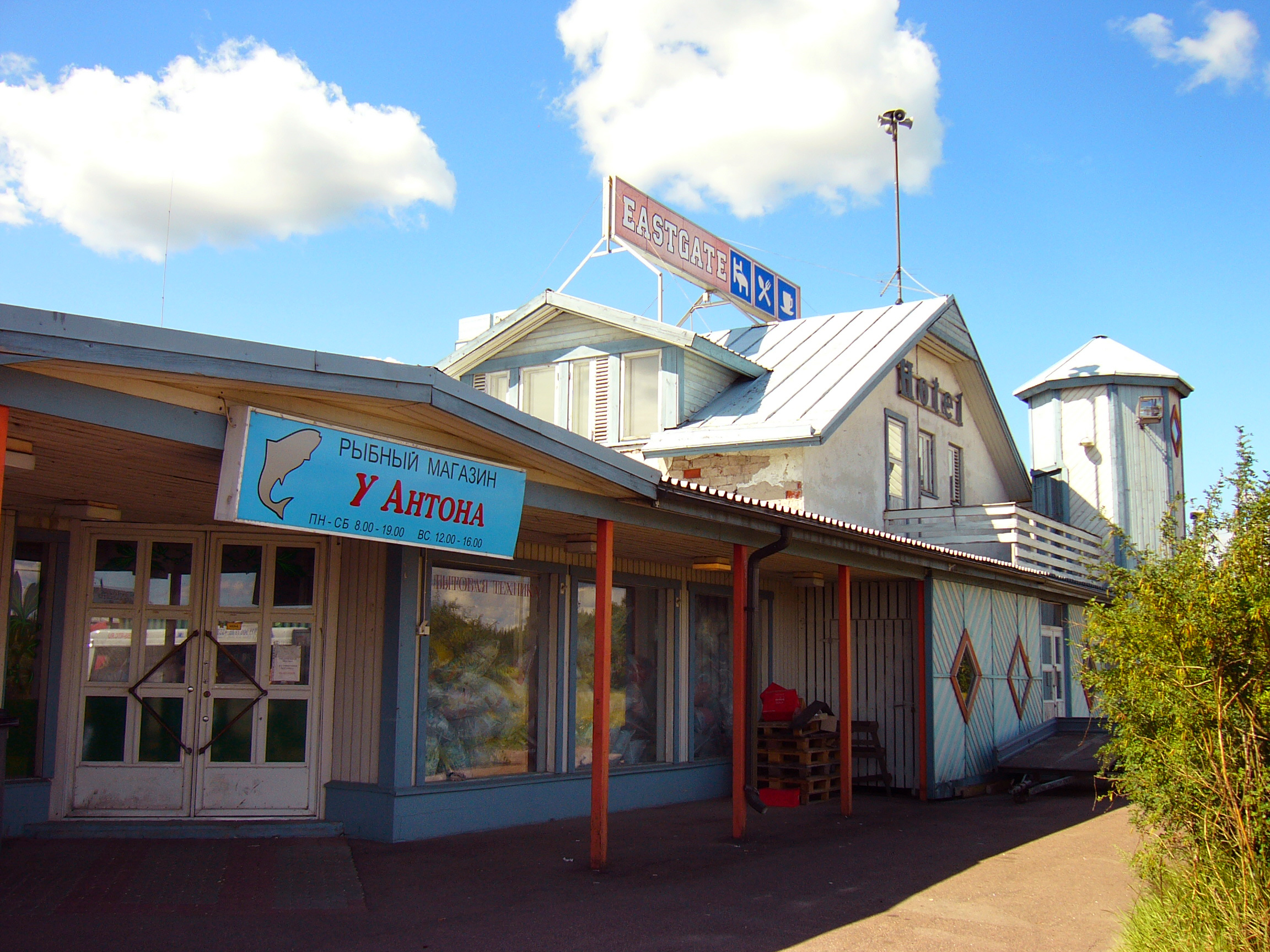

- Uuno Klami (1900), componist